# Twierdzenie o oddzielaniu
Twierdzenia o oddzielaniu – twierdzenia w analizie funkcjonalnej mówiące o oddzielaniu podzbiorów przestrzeni liniowo-topologicznych poprzez ciągłe funkcjonały liniowe.

## Twierdzenie
Zasugerowano, aby zintegrować ten artykuł z artykułem twierdzenie Hahna-Banacha. Nie opisano powodu propozycji integracji.
Niech {\displaystyle X} będzie rzeczywistą bądź zespoloną przestrzenią liniowo-topologiczną oraz niech {\displaystyle A,B\subseteq X} będą wypukłe, niepuste i rozłączne.
- Jeżeli {\displaystyle A} jest zbiorem otwartym, to istnieją {\displaystyle x^{\star }\in X^{\star }} oraz liczba rzeczywista {\displaystyle \alpha } takie, że

{\displaystyle \operatorname {Re} \,x^{\star }x<\alpha \leqslant \operatorname {Re} \,x^{\star }y} dla wszystkich {\displaystyle x\in A} oraz {\displaystyle y\in B.}
- Jeżeli {\displaystyle X} jest przestrzenią lokalnie wypukłą, {\displaystyle A} jest zbiorem zwartym oraz {\displaystyle B} jest zbiorem domkniętym, to istnieją {\displaystyle x^{\star }\in X^{\star }} oraz liczby rzeczywiste {\displaystyle \alpha ,\beta } takie, że

{\displaystyle \operatorname {Re} \,x^{\star }x<\alpha <\beta \leqslant \operatorname {Re} \,x^{\star }y} dla wszystkich {\displaystyle x\in A} oraz {\displaystyle y\in B.}
Prostym wnioskiem z tego twierdzenia jest fakt, że jeżeli {\displaystyle X} jest lokalnie wypukłą przestrzenią liniowo-topologiczną, to dla każdego {\displaystyle x\in X\setminus \{0\}} istnieje {\displaystyle x^{\star }\in X^{\star }} taki, że {\displaystyle x^{\star }x\neq 0.}

## Inne twierdzenia o oddzielaniu
Zasugerowano, aby ta sekcja została przeniesiona do artykułu.
Niech {\displaystyle X} będzie przestrzenią lokalnie wypukłą, a {\displaystyle Y} jej podprzestrzenią.
- Dla każdego {\displaystyle x\in X\setminus \operatorname {cl} Y} istnieje {\displaystyle x^{\star }\in X^{\star }} taki, że {\displaystyle x^{\star }x=1} oraz {\displaystyle Y\subseteq (x^{\star })^{-1}(\{0\}).}

- {\displaystyle \bigwedge _{x\in X}\left(\bigwedge _{x^{\star }\in X^{\star }}(x^{\star }|_{Y}=0\Rightarrow x^{\star }x=0)\Rightarrow x\in \operatorname {cl} Y\right)}

- {\displaystyle \bigwedge _{y^{\star }\in Y^{\star }}\bigvee _{x^{\star }\in X^{\star }}x^{\star }|_{Y}=y^{\star }}

- Jeżeli {\displaystyle F\subseteq X} jest podzbiorem domkniętym, wypukłym, zbalansowanym i niepustym, to dla każdego {\displaystyle x_{0}\in X\setminus F} istnieje {\displaystyle x^{\star }\in X^{\star }} takie, że {\displaystyle x^{\star }x>1} oraz {\displaystyle |x^{\star }x|\leqslant 1} dla każdego {\displaystyle x\in F.}